# Stand by Me Doraemon 2
Doraemon: Luôn bên bạn 2 (STAND BY ME ドラえもん 2) là một bộ phim điện ảnh hoạt hình máy tính 3D của Nhật Bản ra mắt năm 2020 do Yamazaki Takashi và Yagi Ryūichi đồng đạo diễn với phần kịch bản do Yamazaki Takashi phụ trách. Đây là phần phim 3D tiếp nối sau Stand by Me Doraemon phát hành năm 2014, được sản xuất nhằm kỉ niệm 50 năm bộ truyện Doraemon ra đời, chủ yếu lấy cảm hứng từ các chương truyện tranh ngắn do tác giả Fujiko F. Fujio sáng tác và do nhà xuất bản Shogakukan ấn hành, các chương này sau đó từng được chuyển thể thành phim ngắn năm 2000 Kỉ niệm về bà và phim ngắn năm 2002 Ngày tớ ra đời. Phim khởi chiếu vào ngày 20 tháng 11 năm 2020 tại Nhật Bản.

## Nội dung
Nobita, sau khi trải qua cuộc phiêu lưu trong phim trước đó, đã thay đổi chính mình để tương lai tốt hơn, khiến Shizuka quyết định kết hôn với cậu. Vào ngày sinh nhật của Nobita, cậu bị mẹ mắng vì phát hiện bài kiểm tra 0 điểm của cậu. Buồn bã, Nobita nghi ngờ mình không phải là con ruột của bố mẹ. Nobita cố gắng giấu các bài kiểm tra khác trên gác mái và tìm thấy một con thú bông mà người bà đã từng sửa chữa cho cậu.
Nhớ về bà, Nobita quyết định cùng Doraemon trở về thời gian mà bà cậu còn sống. Bà nhận ra Nobita khi cậu đã trở thành học sinh tiểu học mà không hề nghi ngờ. Và sau đó, Nobita đã hứa với bà rằng sẽ cho bà xem lễ cưới của cậu với Shizuka trong tương lai.
Vì lo lắng rằng việc đưa bà đến tương lai sẽ gây rắc rối, Doraemon lấy ra chiếc tivi thời gian, và do đó phát hiện ra rằng vào ngày lễ cưới, Nobita trưởng thành bị một cơn hoảng loạn và chạy trốn về quá khứ để gặp lại Doraemon. Doraemon và Nobita vội vàng đến tương lai. Khi phát hiện ra Nobita trưởng thành vẫn chưa xuất hiện ở đám cưới, Doraemon dùng khăn trùm thời gian biến Nobita thành người lớn, để cậu thay thế Nobita trưởng thành kết hôn với Shizuka. Tuy nhiên trong bài phát biểu lễ cưới, Nobita nhỏ trong vai Nobita trưởng thành gặp phải cơn lúng túng và sau đó rời khỏi đám cưới để trở lại hình dạng ban đầu, và cùng Doraemon đi tìm Nobita trưởng thành.
Doraemon định dùng cây gậy tìm người để tìm Nobita trưởng thành nhưng phát hiện ra mình đã để quên nó ở hiện tại. Cả hai quay lại nhà vệ sinh để tìm cỗ máy thời gian và phát hiện ra Nobita trưởng thành đã dùng nó để đi đến quá khứ. Doraemon dùng máy gửi hồn để hút linh hồn của Nobita và đưa trở về quá khứ. Linh hồn này sau đó đã nhập vào thể xác của Nobita quá khứ và sau đó Nobita quá khứ đã đi đến tương lai. Khi đến tương lai, Doraemon đã dùng máy gửi hồn để gửi lại linh hồn của Nobita quá khứ vào Nobita. Cả ba sau đó quay về hiện tại để tìm Nobita trưởng thành. Nobita quá khứ thắc mắc tại sao mình lại ở tương lai nhưng Doraemon đã dùng cây gậy lãng quên để xoá đi những ký ức đó của cậu. Khi trở về hiện tại, Doraemon đã dùng cây gậy tìm người để tìm Nobita trưởng thành và sau đó biết được lý do trốn đám cưới của cậu là vì sợ không thể mang lại hạnh phúc cho Shizuka. Nobita trưởng thành cố gắng thay đổi tâm trạng bằng cách trốn thoát nên đã dùng sợi dây hoán đổi để trao đổi linh hồn của mình với linh hồn của Nobita nhỏ. Nobita trưởng thành trong thể xác của Nobita nhỏ một lần nữa được tận hưởng niềm vui tuổi thơ nhưng cả hai đều vướng vào rất nhiều rắc rối. Vì có sự trục trặc của sợi dây trao đổi dẫn đến cả hai gần như quên đi mọi ký ức, nhưng may mắn thay cuối cùng, linh hồn của Nobita nhỏ và Nobita trưởng thành đã trở lại cơ thể của mình một cách suôn sẻ.
Nobita nhỏ và Nobita trưởng thành cùng Doraemon quay về ngày Nobita chào đời, xác nhận rằng cậu được cha mẹ sinh ra và cũng biết được nguồn gốc tên của mình, sau đó, Nobita trưởng thành quay trở lại thời đại của chính mình và tiếp tục đám cưới với Shizuka. Nobita và Doraemon cũng quay về thời bà ngoại còn sống và đưa bà đến nơi tổ chức đám cưới, chứng kiến lễ phát biểu trong đám cưới của Nobita. Bà cảm thấy hài lòng và vui mừng khi Nobita trở thành người có thể làm việc chăm chỉ để thực hiện lời hứa của mình. Nobita cảm thấy hạnh phúc.
Cuối cùng, trên đường quay về thời hiện tại, Nobita nhỏ vô tình bị cây gậy lãng quên đánh trúng, quên mất ký ức toàn bộ hành trình.

## Sản xuất

### Phát triển

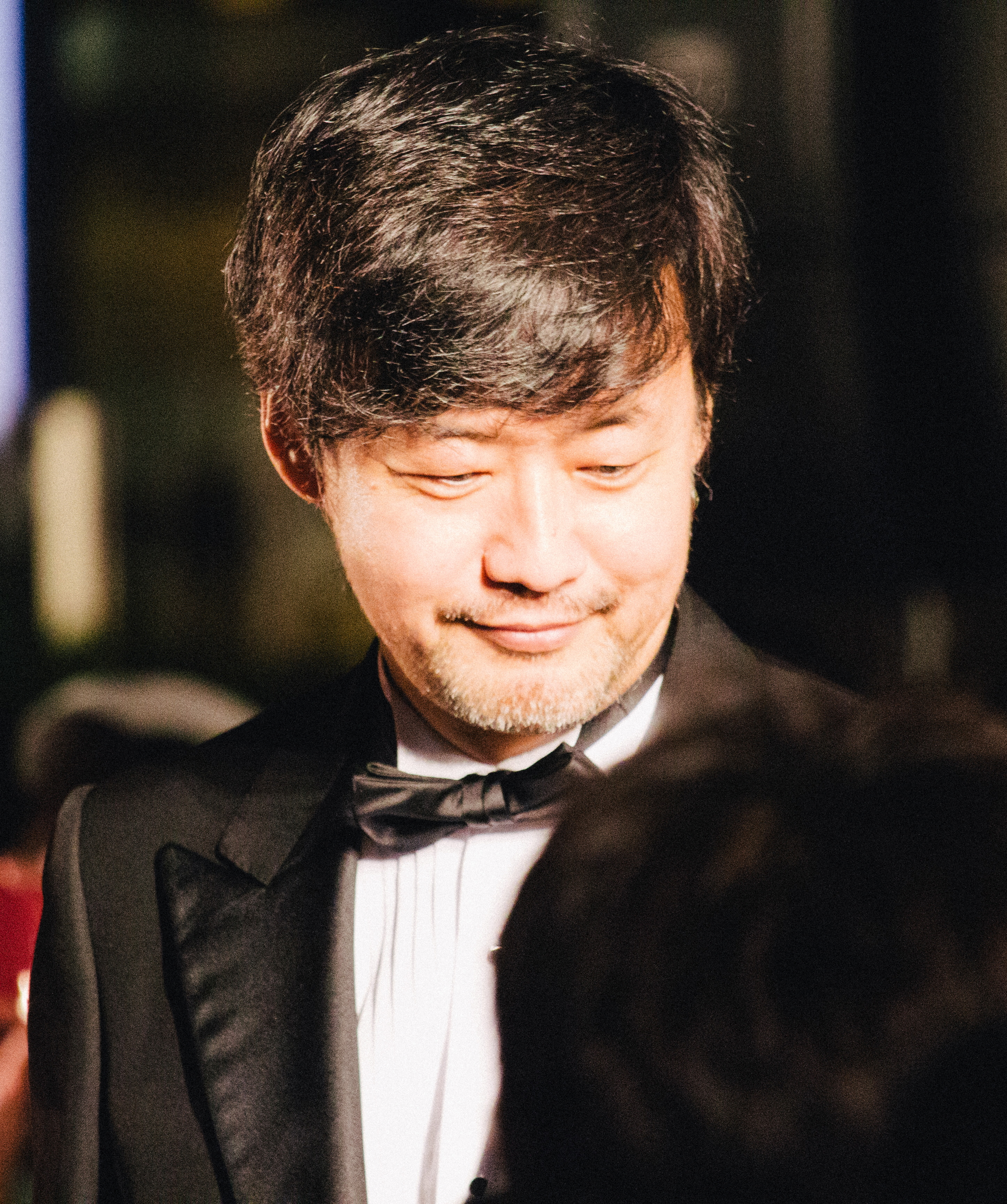
Hình ảnh về đạo diễn Yamazaki Takashi.

"Obāchan no Omoide" (tạm dịch "Kỉ niệm về bà") ban đầu do họa sĩ Fujiko F. Fujio sáng tác đăng trên tạp san Shōgaku Sannensei của nhà xuất bản Shogakukan vào số phát hành tháng 11 năm 1970. Chương này được đưa vào tập 4 của loạt truyện phát hành ngày 31 tháng 10 năm 1974. Về sau, chương truyện này cũng được chuyển thể thành các tập anime truyền hình và phim ngắn. Sau khi Stand by Me Doraemon trình chiếu năm 2014 gặt hái thành công từ doanh thu cho đến các giải thưởng thì ông Umezawa — chủ tịch công ty Shin-Ei Animation đã phát biểu tại buổi trao Giải thưởng Fujimoto lần thứ 34 năm 2015 rằng đây là động lực để sản xuất phần tiếp theo. Vào ngày 12 tháng 12 năm 2019, những thông tin đầu tiên về bộ phim được công bố. Ở phần phim trước đó, đạo diễn Yamazaki khi tuyển chọn các câu chuyện dựng thành Stand by Me Doraemon đã có ý nghĩ sẽ đưa chương "Obāchan no Omoide" vào nhưng ông thấy khó vì nó rất dài nên đã dừng lại. Khoảng nửa năm sau khi tác phẩm đầu phát hành, ông được hãng sản xuất mời thực hiện phim mới nên đã quyết định làm tiếp câu chuyện dang dở này với cốt truyện được mở rộng cho tương xứng với độ dài một tác phẩm điện ảnh thay vì kết những câu chuyện nhỏ thành một bản điện ảnh lớn như lần trước. Lúc đầu, Yamazaki gặp trở ngại với việc biến một câu chuyện ngắn thành một phim điện ảnh dài, với sự gợi ý từ một nhân viên trong ekip sản xuất về việc 'Nobita bỏ trốn trong đám cưới' và 'bà nội', ý tưởng câu chuyện hình thành trong đầu anh. Vẫn tiếp tục với khẩu hiệu "hoài niệm và mới mẻ" nhưng lần này đi sâu khai thác cảm xúc và thể hiện tinh tế trong miêu tả cảm xúc nhân vật. Quá trình sản xuất bộ phim chính thức được tiến hành từ đầu năm 2019.

## Diễn viên lồng tiếng
Sau những sự kiện trong Stand by Me Doraemon (2014), Tsumabuki Satoshi tiếp tục đảm nhận vai Nobita lớn trong phần phim 3D thứ hai. Giọng nói bà nội Nobita được chuyển giao cho Miyamoto Nobuko. Theo Yagi Ryūichi, quá trình thu âm hai nhân vật này diễn ra khoảng cuối tháng 4 năm 2019. Trước khi thu âm, Tsumabuki nói rằng muốn nói một cách chậm rãi và thoải mái. Mặc dù khối lượng công việc tăng gần 10 lần so với phần phim trước đó khiến anh thấy áp lực nhưng vẫn thấy rất vui. Yamazaki nói rằng Nobita lớn nắm vai trò then chốt câu chuyện nên đòi hỏi ông phải kĩ hơn trong khâu giám sát diễn xuất giọng nói nhân vật. Ngày 21 tháng 10, ê kíp sản xuất công bố thêm hai diễn viên lồng tiếng mới cho bộ phim là Bakarhythm (giọng nhân viên bán hàng đến từ tương lai) và Hatori Shin'ichi (giọng "Sợi dây hoán đổi").
| Nhân vật         | Diễn viên lồng tiếng    | Diễn viên lồng tiếng |
| Nhân vật         | Nhật Bản                | Việt Nam             |
| ---------------- | ----------------------- | -------------------- |
| Doraemon         | Mizuta Wasabi           | Thùy Tiên            |
| Nobita           | Ōhara Megumi (nhỏ)      | Hoàng Khuyết         |
| Nobita           | Tsumabuki Satoshi (lớn) | Anh Tuấn             |
| Shizuka          | Kakazu Yumi             | Hoài Thương          |
| Jaian            | Kimura Subaru           | Thiện Trung          |
| Suneo            | Seki Tomokazu           | Minh Vũ              |
| Mẹ Nobita        | Mitsuishi Kotono        | Minh Chuyên          |
| Ba Nobita        | Matsumoto Yasunori      | Bá Nghị              |
| Ba Shizuka       | Tahara Aruno            | Tuấn Anh             |
| Mẹ Shizuka       | Orikasa Ai              | Ngọc Châu            |
| Dekisugi         | Hagino Shihoko          | Kiêm Tiến            |
| Jaiko            | Yamazaki Vanilla        | Kim Ngọc             |
| Bà nội Nobita    | Miyamoto Nobuko         | Ngọc Châu            |
| Thầy giáo        | Takagi Wataru           | Trần Vũ              |
| Nakameguro       | Bakarhythm              | Văn Tài              |
| Sợi dây hoán đổi | Hatori Shin'ichi        | Hoài Bảo             |
| Quản lý          | Yoshino Hiroyuki        | Quang Tuyên          |
| Người điều hành  | Aikawa Rikako           | Ngọc Quyên           |
| Mục sư           | Yamaguchi Tarō          | Trường Tân           |

## Nhạc phim
Ca khúc chủ đề phim là "Niji" (虹 tạm dịch "Cầu vồng") do Suda Masaki trình bày với phần lời và nhạc được biên soạn bởi Ishizaki Huwei, cũng chính là bạn thân của Suda. Được đề xuất nên làm một bài hát đám cưới và mất hơn một năm để hoàn thành. Suda chia sẻ "Đây là một bài hát nhẹ nhàng, ấm áp có thể khiến người nghe bật khóc". Thông điệp Ishizaki truyền tải qua bài hát là câu "cảm ơn" thường bị lãng quên. Ca khúc cũng được đưa vào đĩa đơn cùng tên dự kiến phát hành trong cùng tháng 11.

## Quảng bá
Ngày 12 tháng 12 năm 2019, Toho thông báo phần 2 của Stand by Me Doraemon sẽ ra mắt vào ngày 7 tháng 8 năm 2020 (trùng với sinh nhật của Nobita), với sự trở lại của cặp đôi đạo diễn Yamazaki Takashi và Yagi Ryūichi trong một trailer ngắn được đăng tải trên kênh YouTube và website chính thức của Doraemon. Hai ngày sau đó, TV Asahi cũng đưa tin về bộ phim trên website chính thức của đài. Ngày 27 tháng 7 năm 2020, trailer thứ hai được công bố. Nữ seiyū Kakazu Yumi (lồng tiếng Shizuka) chia sẻ trên Twitter rằng bộ phim sẽ khiến khán giả xem lại chính mình.

## Công chiếu
Ban đầu bộ phim được công bố sẽ ra mắt vào ngày 7 tháng 8 (ngày sinh của Nobita) . Tuy nhiên đến ngày 19 tháng 3 được thông báo bị tạm hoãn chiếu. Ngày 7 tháng 10, lịch chiếu mới của bộ phim được công bố, phim dự kiến ra mắt vào ngày 20 tháng 11.
Sau Nhật Bản, Stand by Me Doraemon 2 được phân phối phát hành tại một số quốc gia khác trên thế giới. Phim được trình chiếu rạp tại Singapore vào ngày 4 tháng 2 năm 2021, tại Đài Loan vào ngày 10 tháng 2, tại Indonesia vào ngày 19 tháng 2, tại Philippines vào ngày 26 tháng 2, tại Malaysia vào ngày 5 tháng 3, tại Brunei vào ngày 11 tháng 3, tại Hồng Kông vào ngày 1 tháng 4. Tại Việt Nam phim được công chiếu chính thức ngày 17 tháng 12 năm 2021.

## Doanh thu
Stand by Me Doraemon 2 được Toho phân phối trình chiếu trên 379 màn hình. Sau ba ngày của tuần công chiếu, phim đạt doanh thu khoảng 671 triệu yên, xếp hạng 2 trong danh sách phim có doanh thu cao nhất phòng vé trong tuần tại Nhật Bản. Đến tuần thứ hai, tổng doanh thu ước đạt 1,1 tỉ yên, tiếp tục giữ vững ngôi vị á quân phòng vé.

## Phản hồi

### Đánh giá
Mặc dù được đại chúng đón nhận nồng nhiệt khi thông báo sắp ra phần mới song một số khán giả trung thành với tác phẩm gốc tại Nhật Bản lại cảm thấy lo lắng bởi đạo diễn Yamazaki Takashi ở phần trước đó đã thay đổi tình tiết với việc Doraemon ban đầu đến với Nobita là do bắt buộc. Họ gọi đó là "sự mạo phạm nguyên tác" và không muốn điều đó tiếp diễn lần nữa.

### Giải thưởng
| Năm  | Giải thưởng                           | Hạng mục          | Kết quả | Tham khảo |
| ---- | ------------------------------------- | ----------------- | ------- | --------- |
| 2021 | Giải Viện Hàn lâm Nhật Bản lần thứ 44 | Hoạt hình của năm | Đề cử   | [ 30 ]    |